# 果复四门虫
果复四门虫（学名：Tetrapylonium strobilium）为门孔虫科复四门虫属的动物。在中国，分布于东海等海域。